# Nati nel 1821
| Questa pagina contiene informazioni ricavate automaticamente dalle voci biografiche con l'ausilio del template Bio e di un bot. L'aggiornamento è periodico e automatico e ricostruisce completamente la pagina. Se manca una persona in questa lista, sei pregato di non aggiungerla, ma accertati piuttosto che la sua voce biografica contenga il template Bio e che i dati anagrafici siano correttamente compilati. Se il template Bio manca, inseriscilo tu stesso o, in alternativa, metti l'avviso {{tmp\|Bio}} che ne segnala la mancanza. Se i dati riportati sono sbagliati, correggi direttamente la voce biografica; le modifiche saranno visibili in questa lista entro pochi giorni. Per chiarimenti vedi il progetto biografie. La lista contiene solo le 399 persone che sono citate nell'enciclopedia e per le quali è stato implementato correttamente il template Bio. Pagina aggiornata al 2 ago 2025. |

## Gennaio(25)
- 1º gennaio - Pietro Fumel, militare italiano († 1886)
- 1º gennaio - Amedeo Peyron, architetto e ingegnere italiano († 1903)
- 2 gennaio - James Croll, climatologo britannico († 1890)
- 3 gennaio - Cesare Bonelli, politico e generale italiano († 1904)
- 3 gennaio - Simon Hubert Carteret-Trécourt, generale francese († 1885)
- 8 gennaio - James Longstreet, generale statunitense († 1904)
- 10 gennaio - Carolina di Meclemburgo-Strelitz, nobile tedesca († 1876)
- 12 gennaio - Carlo Laurenzi, cardinale e vescovo cattolico italiano († 1893)
- 14 gennaio - Salomon Hermann Mosenthal, drammaturgo, scrittore e librettista tedesco († 1877)
- 14 gennaio - Cesare Studiati, medico e politico italiano († 1894)
- 15 gennaio - Lafayette McLaws, generale statunitense († 1897)
- 15 gennaio - Giuseppe Sanna Sanna, politico italiano († 1875)
- 16 gennaio - John C. Breckinridge, politico e generale statunitense († 1875)
- 17 gennaio - Giuseppe Campori, letterato, politico e storico dell'arte italiano († 1887)
- 17 gennaio - Ossian Bingley Hart, politico e avvocato statunitense († 1874)
- 17 gennaio - Laura Beatrice Oliva, scrittrice, educatrice e poetessa italiana († 1869)
- 17 gennaio - Giovanni Angelo Ossoli, patriota italiano († 1850)
- 19 gennaio - Ferdinand Gregorovius, storico e medievista tedesco († 1891)
- 21 gennaio - Vincențiu Babeș, avvocato, giornalista e politico rumeno († 1907)
- 24 gennaio - Heungseon Daewongun, politico coreano († 1898)
- 24 gennaio - Liévin De Winne, pittore belga († 1880)
- 25 gennaio - Zeynalabdin Taghiyev, imprenditore e filantropo azero († 1924)
- 26 gennaio - Giovanni Spertini, scultore e pittore italiano († 1895)
- 27 gennaio - John Chivington, militare e religioso statunitense († 1894)
- 28 gennaio - Zeferino González y Díaz Tuñón, cardinale e arcivescovo cattolico spagnolo († 1894)

## Febbraio(35)
- 3 febbraio - Elizabeth Blackwell, medico britannico († 1910)
- 3 febbraio - Karl Wilhelm Gottlieb Leopold Fuckel, micologo tedesco († 1876)
- 3 febbraio - Thora Hallager, fotografa danese († 1884)
- 4 febbraio - Giuseppe Elia, imprenditore e politico italiano († 1887)
- 4 febbraio - Charles Soubre, pittore belga († 1895)
- 10 febbraio - Roberto Bompiani, pittore e scultore italiano († 1908)
- 11 febbraio - Hermann Allmers, scrittore tedesco († 1902)
- 11 febbraio - Jules Cazot, politico e magistrato francese († 1912)
- 11 febbraio - Auguste Mariette, egittologo francese († 1881)
- 11 febbraio - Luigi Zini, prefetto, magistrato e politico italiano († 1894)
- 13 febbraio - Giuseppe Cianciafara, politico italiano († 1886)
- 13 febbraio - John Turtle Wood, archeologo britannico († 1890)
- 16 febbraio - Pietro Araldi Erizzo, politico e nobile italiano († 1881)
- 16 febbraio - Heinrich Barth, esploratore tedesco († 1865)
- 17 febbraio - Enrichetta Caracciolo, patriota e scrittrice italiana († 1901)
- 17 febbraio - Lola Montez, danzatrice, attrice teatrale e avventuriera irlandese († 1861)
- 17 febbraio - Andrea Ponti, imprenditore, dirigente d'azienda e mecenate italiano († 1888)
- 19 febbraio - Frank P. Blair Jr., generale e politico statunitense († 1875)
- 19 febbraio - Lodovico Caldesi, micologo, botanico e politico italiano († 1884)
- 19 febbraio - Enrico Cernuschi, banchiere, patriota e collezionista d'arte italiano († 1896)
- 19 febbraio - August Schleicher, linguista tedesco († 1868)
- 20 febbraio - Niccolò Cusa, prefetto e politico italiano († 1893)
- 20 febbraio - Ferenc Storno, architetto e restauratore ungherese († 1907)
- 21 febbraio - Élisabeth-Rachel Félix, attrice teatrale francese († 1858)
- 22 febbraio - Ludmilla Assing, scrittrice tedesca († 1880)
- 22 febbraio - Daniel Harrwitz, scacchista tedesco († 1884)
- 22 febbraio - Athalia Schwartz, scrittrice e giornalista danese († 1871)
- 23 febbraio - Amos Tappan Akerman, politico statunitense († 1880)
- 23 febbraio - Agostino Bausa, cardinale e arcivescovo cattolico italiano († 1899)
- 23 febbraio - Girolamo Scutellari, politico italiano († 1895)
- 24 febbraio - Julius August Christoph Zech, astronomo e matematico tedesco († 1864)
- 26 febbraio - Francesco Paolo Ciaccio, patriota italiano († 1885)
- 26 febbraio - Félix Ziem, pittore francese († 1911)
- 27 febbraio - Cristoforo Bonavino, presbitero, filosofo e teologo italiano († 1895)
- 27 febbraio - Paulus Stephanus Cassel, storico, giornalista e teologo tedesco († 1892)

## Marzo(40)
- 1º marzo - Joseph Hubert Reinkens, teologo e vescovo vetero-cattolico tedesco († 1896)
- 3 marzo - Erich Correns, pittore tedesco († 1877)
- 5 marzo - Robert Bentley, botanico inglese († 1895)
- 5 marzo - Adamo Rossi, patriota e bibliotecario italiano († 1891)
- 6 marzo - Théodose du Moncel, pittore e fisico francese († 1884)
- 9 marzo - Napoleon Sarony, fotografo e litografo statunitense († 1896)
- 9 marzo - Adelaide di Schaumburg-Lippe, principessa († 1899)
- 10 marzo - Ferdinando Bartolommei, politico italiano († 1869)
- 10 marzo - Vito Fornari, presbitero e scrittore italiano († 1900)
- 11 marzo - Churchill Babington, numismatico, botanico e micologo britannico († 1889)
- 11 marzo - Giuseppe Bacco, politico italiano († 1877)
- 11 marzo - Enrico Fardella, generale e politico italiano († 1892)
- 12 marzo - John Joseph Caldwell Abbott, politico canadese († 1893)
- 12 marzo - Italo Gardoni, tenore italiano († 1882)
- 12 marzo - Luitpold di Baviera, principe tedesco († 1912)
- 12 marzo - Orsato Pozza, scrittore e poeta serbo († 1882)
- 13 marzo - Hermann Gruson, inventore e imprenditore tedesco († 1895)
- 14 marzo - Carlo Romagnani, patriota, militare e giornalista italiano († 1897)
- 15 marzo - Eduard Heine, matematico tedesco († 1881)
- 15 marzo - Johann Josef Loschmidt, fisico austriaco († 1895)
- 16 marzo - Francesco Donati, religioso, poeta e critico letterario italiano († 1877)
- 16 marzo - Ernest Feydeau, scrittore francese († 1873)
- 17 marzo - Théophile Emmanuel Duverger, pittore francese († 1898)
- 17 marzo - Theodor Waitz, psicologo, antropologo e filosofo tedesco († 1864)
- 19 marzo - Carlo Aletti, organaro italiano († 1899)
- 19 marzo - Richard Francis Burton, esploratore, traduttore e orientalista britannico († 1890)
- 21 marzo - Francisco Diez Canseco, politico peruviano († 1884)
- 21 marzo - Benedetto Sborgi, tipografo italiano († 1904)
- 22 marzo - Benjamin Tyler Henry, inventore statunitense († 1898)
- 22 marzo - Aleksej Feofilaktovič Pisemskij, scrittore, drammaturgo e saggista russo († 1881)
- 23 marzo - Francesco de Bourcard, editore e letterato italiano († 1886)
- 24 marzo - Giacinto Albini, patriota, politico e poeta italiano († 1884)
- 24 marzo - Francesco Saverio Arabia, giurista, letterato e patriota italiano († 1899)
- 24 marzo - Mathilde Marchesi, mezzosoprano tedesca († 1913)
- 26 marzo - Ernst Engel, economista e statistico tedesco († 1896)
- 28 marzo - Francesco Proto, politico italiano († 1892)
- 30 marzo - François-Léon Benouville, pittore francese († 1859)
- 30 marzo - Nicola Sole, patriota e poeta italiano († 1859)
- 31 marzo - Henry Dunning Macleod, economista scozzese († 1902)
- 31 marzo - Fritz Müller, biologo tedesco († 1897)

## Aprile(24)
- 1º aprile - Louis-Adolphe Bertillon, statistico, medico e antropologo francese († 1883)
- 2 aprile - Roberto Pasca, militare italiano († 1897)
- 3 aprile - Rudolf Pringsheim, imprenditore tedesco († 1906)
- 6 aprile - Domenico De Biasio, pittore italiano († 1874)
- 9 aprile - Charles Baudelaire, poeta, scrittore e critico letterario francese († 1867)
- 12 aprile - Frederick Beauchamp Seymour, ammiraglio britannico († 1895)
- 13 aprile - Hans Feodor von Milde, baritono austriaco († 1899)
- 15 aprile - Joseph E. Brown, politico statunitense († 1894)
- 16 aprile - Ford Madox Brown, pittore inglese († 1893)
- 16 aprile - Paolo Mossa, poeta italiano († 1892)
- 18 aprile - Giuseppe De Leva, storico italiano († 1895)
- 19 aprile - Mortimer Dormer Leggett, generale statunitense († 1896)
- 20 aprile - Tito Livio Cianchettini, giornalista italiano († 1900)
- 21 aprile - Thomas Stephens, storico gallese († 1875)
- 23 aprile - Marcelin Beaussier, militare e orientalista francese († 1873)
- 23 aprile - Pierre Dupont, poeta francese († 1870)
- 23 aprile - Giacomo Sangalli, medico e politico italiano († 1897)
- 24 aprile - Marie-Clotilde-Inès Moitessier, nobildonna francese († 1897)
- 26 aprile - José Melchor García-Sampedro Suárez, vescovo cattolico e santo spagnolo († 1858)
- 26 aprile - Giuseppe Marzolo, organaro e inventore italiano († 1867)
- 26 aprile - Charles Poplimont, romanziere e storico belga († 1887)
- 26 aprile - George Vane-Tempest, nobile e politico irlandese († 1884)
- 27 aprile - Henry Willis, organista e organaro inglese († 1901)
- 30 aprile - Camillo Caracciolo di Bella, diplomatico e politico italiano († 1888)

## Maggio(26)
- 3 maggio - Arthur Maximilian Bylandt-Rheydt, generale e politico austriaco († 1891)
- 3 maggio - Auguste Wolff, compositore e pianista francese († 1887)
- 6 maggio - Pietro Clementini, patriota italiano († 1867)
- 8 maggio - William Henry Vanderbilt, imprenditore statunitense († 1885)
- 10 maggio - Baldassarre Boncompagni, matematico e storico della scienza italiano († 1894)
- 10 maggio - Antonio Perez, politico italiano († 1890)
- 14 maggio - Ferdinando Maria Baccilieri, presbitero italiano († 1893)
- 14 maggio - Federico Ferdinando d'Asburgo-Teschen, ammiraglio austriaco († 1847)
- 16 maggio - Pafnutij L'vovič Čebyšëv, matematico e statistico russo († 1894)
- 16 maggio - Charles Gabet, drammaturgo e librettista francese († 1903)
- 17 maggio - Sebastian Kneipp, abate e presbitero tedesco († 1897)
- 17 maggio - Charlotte Sainton-Dolby, contralto, insegnante e compositrice inglese († 1885)
- 18 maggio - Isabella Fernanda di Borbone-Spagna, principessa spagnola († 1897)
- 20 maggio - Giacinto Carini, politico e patriota italiano († 1880)
- 21 maggio - Saro Zagari, scultore italiano († 1897)
- 24 maggio - Juan Bautista Topete, militare e politico spagnolo († 1885)
- 25 maggio - Henri Alexis Brialmont, generale e ingegnere belga († 1903)
- 25 maggio - Filippo Capone, politico italiano († 1895)
- 25 maggio - Wilhelm Rüstow, militare tedesco († 1878)
- 26 maggio - Amalie Dietrich, botanica, zoologa e esploratrice tedesca († 1891)
- 27 maggio - Emanuele Borromeo, nobile, politico e militare italiano († 1906)
- 27 maggio - Pietro Giuseppe Roda, architetto del paesaggio italiano († 1895)
- 28 maggio - Luigi Evangelisti, militare italiano († 1906)
- 29 maggio - Guido Sandberger, paleontologo, geologo e zoologo tedesco († 1879)
- 31 maggio - Massimiliano Magatti, avvocato e politico svizzero († 1894)
- 31 maggio - Henriëtte Ronner-Knip, pittrice belga († 1909)

## Giugno(27)
- 2 giugno - Ion C. Brătianu, politico romeno († 1891)
- 2 giugno - Charles Landelle, pittore francese († 1908)
- 3 giugno - Jacobo FitzJames Stuart, XV duca d'Alba, nobile, diplomatico e generale spagnolo († 1881)
- 4 giugno - Apollon Nikolaevič Majkov, poeta russo († 1897)
- 5 giugno - Narciso Bronzetti, patriota italiano († 1859)
- 6 giugno - Wenzel von Linhart, chirurgo austriaco († 1877)
- 7 giugno - Giovanni Tomasoni, politico italiano († 1881)
- 8 giugno - Samuel Baker, esploratore britannico († 1893)
- 8 giugno - Jean Grossgasteiger, pittore austriaco
- 10 giugno - Alexander von Frantzius, medico e naturalista tedesco († 1877)
- 13 giugno - Giuseppe Airenti, avvocato e politico italiano († 1882)
- 13 giugno - Antonio Caregaro Negrin, architetto e architetto del paesaggio italiano († 1898)
- 13 giugno - Gustavus Fox, militare e storico statunitense († 1883)
- 13 giugno - Albert de Broglie, nobile e politico francese († 1901)
- 14 giugno - Harry Chichester, II barone Templemore, nobile irlandese († 1906)
- 14 giugno - Sergej Petrovič Kop'ev, generale russo († 1893)
- 15 giugno - Nikolaj Ivanovič Zaremba, docente e compositore russo († 1879)
- 17 giugno - John Henry Pepper, scienziato e inventore britannico († 1900)
- 17 giugno - Ephraim George Squier, archeologo e editore statunitense († 1888)
- 18 giugno - Johannes von Leiss, nobile e vescovo cattolico austriaco († 1884)
- 22 giugno - Theodor Möbius, filologo tedesco († 1890)
- 26 giugno - Adolf Jellinek, rabbino austriaco († 1893)
- 26 giugno - Bartolomé Mitre, politico, militare e scrittore argentino († 1906)
- 27 giugno - Samuel Washington Woodhouse, chirurgo, esploratore e naturalista statunitense († 1904)
- 28 giugno - Jules Adenis, drammaturgo, librettista e giornalista francese († 1900)
- 30 giugno - Paolo Barbotti, pittore italiano († 1867)
- 30 giugno - Adèle Dumilâtre, ballerina francese († 1909)

## Luglio(42)
- 1º luglio - Anatole de Barthélemy, numismatico e archeologo francese († 1904)
- 2 luglio - Francesco Berlan, storico, letterato e patriota italiano († 1886)
- 2 luglio - Charles Tupper, politico canadese († 1915)
- 3 luglio - Ferdinand Kürnberger, scrittore austriaco († 1879)
- 4 luglio - Aristodemo Ficalbi, ingegnere e politico italiano († 1894)
- 5 luglio - Karl von Meck, imprenditore russo († 1876)
- 6 luglio - Friedrich Dieterici, storico e orientalista tedesco († 1903)
- 8 luglio - Giuseppe Tomasini, poeta italiano († 1873)
- 8 luglio - W.H.L. Wallace, avvocato e generale statunitense († 1862)
- 9 luglio - George Cavendish-Bentinck, avvocato e politico inglese († 1891)
- 10 luglio - Alejandro Arango y Escandón, avvocato, patriota e scrittore messicano († 1883)
- 10 luglio - Karl Culmann, ingegnere tedesco († 1881)
- 10 luglio - Henri Ramière, gesuita francese († 1884)
- 11 luglio - Luigi Castellani Fantoni, politico italiano († 1877)
- 12 luglio - Cesare Dominiceti, compositore italiano († 1888)
- 12 luglio - Daniel Harvey Hill, generale e scrittore statunitense († 1889)
- 13 luglio - Nathan Bedford Forrest, militare († 1877)
- 15 luglio - Gioacchino Limberti, arcivescovo cattolico italiano († 1874)
- 15 luglio - Constantin von Briesen, politico prussiano († 1877)
- 16 luglio - Mary Baker Eddy, teologa e predicatrice statunitense († 1910)
- 17 luglio - Friedrich Engelhorn, imprenditore tedesco († 1902)
- 18 luglio - Antonio Bellia Strano, avvocato e politico italiano († 1909)
- 18 luglio - Pauline Viardot, mezzosoprano, pianista e compositrice francese († 1910)
- 20 luglio - Alessandro Bettini, tenore italiano († 1898)
- 20 luglio - Geremia Bettini, tenore italiano († 1865)
- 20 luglio - Ferdinando Carlo Vittorio d'Austria-Este, militare austriaco († 1849)
- 20 luglio - Christian Knud Frederik Molbech, traduttore, poeta e scrittore danese († 1888)
- 21 luglio - Vasile Alecsandri, poeta, scrittore e politico romeno († 1890)
- 21 luglio - Adolf von Auersperg, politico austriaco († 1885)
- 21 luglio - Bernard Bernard, presbitero e missionario francese († 1895)
- 21 luglio - Lorenzo Bruno, medico e politico italiano († 1900)
- 21 luglio - Edoardo Deodati, avvocato e politico italiano († 1896)
- 21 luglio - Giuseppe Farinetti, religioso, teologo e alpinista italiano († 1896)
- 21 luglio - Fortuné Henry, giornalista e scrittore francese († 1882)
- 22 luglio - Cesare Dell'Acqua, pittore e illustratore italiano († 1905)
- 22 luglio - Andrea Gloria, paleografo e storico italiano († 1911)
- 22 luglio - Jan Van Beers, poeta belga († 1888)
- 24 luglio - Troiano De Filippis Delfico, politico italiano († 1908)
- 24 luglio - Pietro Inviti, patriota, militare e politico italiano († 1907)
- 24 luglio - William Poole, politico e criminale statunitense († 1855)
- 25 luglio - Paul Josef Nardini, presbitero tedesco († 1862)
- 31 luglio - Ferdinando Strozzi, nobile, imprenditore e storico italiano († 1878)

## Agosto(27)
- 3 agosto - Emanuele Celesia, storico e scrittore italiano († 1889)
- 4 agosto - James Springer White, religioso statunitense († 1881)
- 4 agosto - Louis Vuitton, imprenditore francese († 1892)
- 5 agosto - Giuseppe de Marco, patriota italiano († 1882)
- 6 agosto - Edward H. Plumptre, presbitero e teologo britannico († 1891)
- 9 agosto - Hyeronimus Lorm, scrittore tedesco († 1902)
- 10 agosto - Hamengkubuwono VI, sovrano indonesiano († 1877)
- 11 agosto - Octave Feuillet, scrittore e drammaturgo francese († 1890)
- 11 agosto - Giuseppe Massari, patriota, giornalista e politico italiano († 1884)
- 12 agosto - Joseph Vigier, fotografo francese († 1894)
- 13 agosto - Walter Ponsonby, VII conte di Bessborough, nobile inglese († 1906)
- 14 agosto - Giovanni Vidari, avvocato e politico italiano († 1894)
- 15 agosto - Anatolij Ivanovič Barjatinskij, ufficiale russo († 1881)
- 15 agosto - Maria del Transito di Gesù Sacramentato, religiosa argentina († 1885)
- 16 agosto - Arthur Cayley, matematico inglese († 1895)
- 21 agosto - Andrea Kim Taegon, presbitero coreano († 1846)
- 22 agosto - Carlo Gregorutti, archeologo e collezionista d'arte italiano († 1898)
- 22 agosto - Pellegrino Strobel, ornitologo, zoologo e naturalista italiano († 1895)
- 24 agosto - Caterina Federica di Württemberg, nobile († 1898)
- 24 agosto - Amédée Mouchez, astronomo francese († 1892)
- 24 agosto - Emanuele Muzio, compositore e direttore d'orchestra italiano († 1890)
- 26 agosto - Émile-Louis Burnouf, orientalista e indologo francese († 1907)
- 28 agosto - Thomas Seddon, pittore britannico († 1856)
- 29 agosto - Juan Rico, poeta, storico e giornalista spagnolo († 1870)
- 29 agosto - Gabriel de Mortillet, archeologo, antropologo e politico francese († 1898)
- 30 agosto - Anita Garibaldi, rivoluzionaria brasiliana († 1849)
- 31 agosto - Hermann von Helmholtz, medico, fisiologo e fisico tedesco († 1894)

## Settembre(21)
- 1º settembre - Leopoldo III di Lippe, nobile tedesco († 1875)
- 4 settembre - Felice Grondona, imprenditore italiano († 1902)
- 7 settembre - Vittore Tasca, patriota e politico italiano († 1891)
- 9 settembre - Gennaro Sambiase Sanseverino, politico italiano († 1901)
- 11 settembre - Fortuné du Boisgobey, romanziere francese († 1891)
- 12 settembre - Carlo Giuseppe Piola Caselli, generale italiano († 1881)
- 14 settembre - Moritz Ludwig George Wichmann, astronomo tedesco († 1859)
- 15 settembre - Victor Guérin, archeologo e geografo francese († 1890)
- 15 settembre - Karl Friedrich Wilhelm Jessen, botanico tedesco († 1889)
- 16 settembre - Rinaldo Simonetti, imprenditore e politico italiano († 1870)
- 17 settembre - Leone Escudier, giornalista e musicologo francese († 1881)
- 19 settembre - Luigi Mercantini, poeta e patriota italiano († 1872)
- 20 settembre - Auguste Pomel, botanico, paleontologo e geologo francese († 1898)
- 21 settembre - Domenico Duranti Valentini, avvocato e politico italiano († 1890)
- 22 settembre - Viggo Fausböll, orientalista danese († 1908)
- 24 settembre - Cyprian Kamil Norwid, poeta, drammaturgo e pittore polacco († 1883)
- 25 settembre - Antonio Colocci, politico italiano († 1908)
- 27 settembre - Henri-Frédéric Amiel, filosofo, poeta e critico letterario svizzero († 1881)
- 27 settembre - Giovanni Battista Chiarlone, militare italiano († 1866)
- 27 settembre - John Rose Holden, politico canadese († 1879)
- 28 settembre - Jonathan Clarkson Gibbs, educatore e predicatore statunitense († 1874)

## Ottobre(35)
- 1º ottobre - Girolamo Dal Pane, pittore italiano († 1856)
- 2 ottobre - Nino Bixio, militare e politico italiano († 1873)
- 2 ottobre - Alexander Peter Stewart, militare statunitense († 1908)
- 5 ottobre - Rudolf Haym, storico, filosofo e letterato tedesco († 1901)
- 7 ottobre - Richard Heron Anderson, militare statunitense († 1879)
- 8 ottobre - Giuseppe Augusto Cesana, giornalista, imprenditore e scrittore italiano († 1903)
- 8 ottobre - Giovanni Grioli, presbitero e patriota italiano († 1851)
- 8 ottobre - Friedrich Kiel, compositore e docente tedesco († 1885)
- 9 ottobre - Giuseppe Saracco, avvocato e politico italiano († 1907)
- 10 ottobre - Camillo Guglielmo Bianchi, organaro italiano († 1890)
- 11 ottobre - Angelo Mariani, direttore d'orchestra italiano († 1873)
- 11 ottobre - George Williams, pedagogo britannico († 1905)
- 12 ottobre - Nicola Bardoscia, politico e patriota italiano († 1913)
- 12 ottobre - Eugenio Barsanti, presbitero, ingegnere e inventore italiano († 1864)
- 13 ottobre - Évariste-Vital Luminais, pittore francese († 1896)
- 13 ottobre - Rudolf Virchow, patologo, scienziato e antropologo tedesco († 1902)
- 15 ottobre - Moritz Hartmann, poeta austriaco († 1872)
- 15 ottobre - Mariano Herencia Zevallos, politico peruviano († 1873)
- 16 ottobre - Franz Doppler, flautista e compositore austriaco († 1883)
- 17 ottobre - Marino Froncini, patriota, politico e educatore italiano († 1895)
- 17 ottobre - Alexander Gardner, fotografo e gioielliere scozzese († 1882)
- 17 ottobre - Paolo Paternostro, politico, magistrato e prefetto italiano († 1885)
- 18 ottobre - Tito Barbieri, patriota italiano († 1865)
- 19 ottobre - Karl Windisch-Graetz, militare austriaco († 1859)
- 20 ottobre - Michel Carré, librettista francese († 1872)
- 21 ottobre - Sims Reeves, tenore inglese († 1900)
- 21 ottobre - Gioachino Zopfi, imprenditore svizzero († 1889)
- 23 ottobre - Demetrio Camarda, presbitero italiano († 1882)
- 23 ottobre - Philipp Ludwig von Seidel, matematico tedesco († 1896)
- 25 ottobre - Antonio Ciseri, pittore svizzero († 1891)
- 25 ottobre - Peter Denny, armatore scozzese († 1895)
- 27 ottobre - Marie Cécile Galos, compositrice francese († 1903)
- 28 ottobre - Adrien Decourcelle, commediografo e drammaturgo francese († 1892)
- 28 ottobre - Ignaz von Schäffer, diplomatico e nobile austriaco († 1892)
- 31 ottobre - Rudolf Willmers, pianista e compositore di scacchi danese († 1878)

## Novembre(26)
- 2 novembre - Henry Lennox, politico inglese († 1886)
- 3 novembre - Achille Majocchi, politico e militare italiano († 1904)
- 3 novembre - Giambattista Pentasuglia, patriota e politico italiano († 1880)
- 3 novembre - Jakob Heinrich Hermann Schwartz, ginecologo tedesco († 1890)
- 4 novembre - Martin Hattala, linguista, pedagogo e teologo slovacco († 1903)
- 6 novembre - Gordon Granger, generale statunitense († 1876)
- 8 novembre - Josyf Sembratowicz, arcivescovo cattolico ucraino († 1900)
- 11 novembre - Fëdor Dostoevskij, scrittore e filosofo russo († 1881)
- 11 novembre - Moritz Hensoldt, ottico e imprenditore tedesco († 1903)
- 11 novembre - Jean Louis Lucand, micologo francese († 1896)
- 13 novembre - Michail Vasil'evič Butaševič-Petraševskij, linguista, giornalista e attivista russo († 1866)
- 13 novembre - Luigi Capranica, romanziere, drammaturgo e patriota italiano († 1891)
- 13 novembre - William Hillebrand, botanico e medico tedesco († 1886)
- 14 novembre - Luigi Buglione di Monale, militare italiano († 1884)
- 17 novembre - Francesco Ambrosi, storico, etnologo e botanico italiano († 1897)
- 19 novembre - Eugénie Doche, attrice teatrale belga († 1900)
- 21 novembre - Carl Bolle, botanico e ornitologo tedesco († 1909)
- 21 novembre - Auguste Van Heule, arcivescovo cattolico e missionario belga († 1865)
- 23 novembre - Heinrich Hansen, pittore danese († 1890)
- 23 novembre - Charles Meryon, incisore, pittore e disegnatore francese († 1868)
- 24 novembre - Henry Thomas Buckle, storico e scacchista britannico († 1862)
- 25 novembre - Augusto Napoleone Hercolani, VI principe Hercolani, nobile italiano († 1839)
- 26 novembre - Domenico Carutti, storico, diplomatico e politico italiano († 1909)
- 28 novembre - Henri Baudrillart, economista e giornalista francese († 1892)
- 30 novembre - Friedrich Alexander Buhse, botanico tedesco († 1898)
- 30 novembre - Frederick Temple, arcivescovo anglicano e educatore britannico († 1902)

## Dicembre(25)
- 1º dicembre - Achille Argentino, patriota e politico italiano († 1903)
- 1º dicembre - Pietro Frattini, patriota italiano († 1853)
- 2 dicembre - Vincenzo Ammirà, poeta italiano († 1898)
- 2 dicembre - Giuseppe Biancheri, politico italiano († 1908)
- 2 dicembre - Mary Grosvenor, nobildonna inglese († 1912)
- 3 dicembre - Jane Hope-Vere, nobildonna inglese († 1890)
- 4 dicembre - Ernst Wilhelm Tempel, astronomo tedesco († 1889)
- 10 dicembre - Jean-Baptiste Frener, incisore, disegnatore e numismatico svizzero († 1892)
- 10 dicembre - Nikolaj Alekseevič Nekrasov, poeta russo († 1878)
- 11 dicembre - Carlo di Sant'Andrea, presbitero olandese († 1893)
- 12 dicembre - Gustave Flaubert, scrittore francese († 1880)
- 12 dicembre - Sigmund Lebert, pianista tedesco († 1884)
- 12 dicembre - Eugenio Valzania, politico e patriota italiano († 1889)
- 13 dicembre - Joseph Noel Paton, pittore scozzese († 1901)
- 17 dicembre - Dmitrij Ivanovič Žuravskij, matematico e ingegnere russo († 1891)
- 19 dicembre - Victor Chocquet, collezionista d'arte e mecenate francese († 1891)
- 19 dicembre - Paolo Ercole, politico italiano († 1895)
- 21 dicembre - Friedrich Wilhelm Scanzoni von Lichtenfels, ginecologo tedesco († 1891)
- 22 dicembre - Giovanni Bottesini, contrabbassista, compositore e direttore d'orchestra italiano († 1889)
- 24 dicembre - Gabriel García Moreno, politico ecuadoriano († 1875)
- 24 dicembre - Ernest Picard, politico francese († 1877)
- 25 dicembre - Clara Barton, insegnante statunitense († 1912)
- 26 dicembre - Pietro Cocconi, politico e giornalista italiano († 1883)
- 27 dicembre - Joseph Déjacque, scrittore francese († 1865)
- 27 dicembre - Jane Francesca Elgee, poetessa e scrittrice irlandese († 1896)

## Senza giorno specificato(46)
- Luigia Abbadia, mezzosoprano italiano († 1896)
- George Adler, filologo classico e latinista statunitense († 1868)
- Aman ul-Mulk, principe indiano († 1892)
- Alfonso Andreozzi, giornalista, avvocato e orientalista italiano († 1894)
- Pierre Andrieu, pittore francese († 1892)
- Elena D'Angri, contralto italiano († 1886)
- Baitei Kinga, scrittore giapponese († 1893)
- Barboncito, condottiero nativo americano († 1871)
- Thomas Bateman, antiquario e archeologo britannico († 1861)
- Giuseppe Bertoldi, scrittore, poeta e politico italiano († 1904)
- Salvatore Bianchi, architetto italiano († 1884)
- Francesco Brunetta d'Usseaux, generale italiano († 1895)
- Franz Brünnow, astronomo tedesco († 1891)
- Gaetano Diamente, poeta italiano († 1877)
- Robert Scott Duncanson, pittore statunitense († 1872)
- Eduard Dämel, entomologo tedesco († 1900)
- Seïd Enkess, modello sudanese
- Charles Fenerty, inventore e poeta canadese († 1892)
- Giusto Emanuele Garelli della Morea, politico italiano († 1893)
- Guglielmo Guiscardi, mineralogista italiano († 1885)
- Charles Francis Hall, esploratore statunitense († 1871)
- Karel Havlíček Borovský, scrittore ceco († 1856)
- Alpheus P. Hodges, politico statunitense († 1858)
- Jules Champfleury, scrittore francese († 1889)
- Jean-Charles Jacobs, medico e entomologo belga († 1907)
- Jaja di Opobo, mercante nigeriano († 1891)
- Eduard Ignaz Koch, presbitero tedesco († 1875)
- Franz Leydig, zoologo tedesco († 1908)
- Leonilde Lonigo Calvi, patriota italiana († 1901)
- Marie Manning, assassina svizzera († 1849)
- Jovan Marinović, politico e diplomatico serbo († 1893)
- Vladimir Alekseevič Miljutin, economista, scrittore e storico russo († 1855)
- Corrado Miraglia, tenore italiano († 1881)
- Alfred Morrison, collezionista d'arte britannico († 1897)
- Leon Pinsker, medico polacco († 1891)
- Georgi Rakovskij, giornalista, poeta e rivoluzionario bulgaro († 1867)
- Charles-Philippe Robin, scienziato francese († 1885)
- John Saxby, ingegnere inglese († 1913)
- Ioan Axente Sever, teologo e rivoluzionario romeno († 1906)
- Thuwayni bin Sa'id, sovrano omanita († 1866)
- Frederick W. Tilton, imprenditore e filantropo statunitense († 1890)
- François W.C. Trafford, naturalista e scrittore britannico
- Jules Van Imschoot, pittore e incisore belga († 1884)
- Émile Vernet-Lecomte, pittore francese († 1900)
- Angelo Villanis, compositore italiano († 1865)
- Aşıq Ələsgər, musicista e poeta azero († 1926)